# Lituania ai XXII Giochi olimpici invernali
La Lituania ha partecipato ai XXII Giochi olimpici invernali, che si sono svolti dal 7 al 23 febbraio a Soči in Russia, con una delegazione composta da 9 atleti.

## Biathlon
Secondo le prestazioni del 2012 e del 2013 la Lituania ha diritto di schierare:
- 1 Uomo
- 1 Donna

## Pattinaggio di figura
Il presidente della Lituania, Dalia Grybauskaitė ha negato la cittadinanza a Isabella Tobias partner di Deividas Stagniūnas, di conseguenza entrambi non potranno partecipare alle Olimpiadi invernali.